# Arquidiócesis de Puerto Príncipe
La arquidiócesis de Puerto Príncipe (en latín: Archidioecesis Portus Principis, en francés: Archidiocèse de Port-au-Prince y en criollo haitiano: Achidyosèz Pòtoprens) es una circunscripción eclesiástica latina de la Iglesia católica en Haití, sede metropolitana de la provincia eclesiástica de Puerto Príncipe. La arquidiócesis tiene al arzobispo Max Leroy Mésidor como su ordinario desde el 7 de octubre de 2017. 

## Territorio y organización

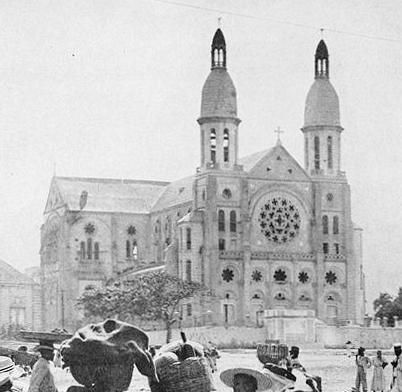
Catedral de Nuestra Señora de la Asunción, foto posterior a 1924

La arquidiócesis tiene 5500 km² y extiende su jurisdicción sobre los fieles católicos de rito latino residentes en el departamento Oeste.
La sede de la arquidiócesis se encuentra en la ciudad de Puerto Príncipe, en donde se halla la Catedral de Nuestra Señora de la Asunción, que fue destruida por el terremoto del 12 de enero de 2010. Para 2021 el edificio permanecía en ruinas y había sido parcialmente saqueado, a pesar de la existencia de un proyecto de reconstrucción desde 2012.
En 2019 en la arquidiócesis existían 120 parroquias.
La arquidiócesis tiene como sufragáneas a las diócesis de: Anse-à-Veau-Miragoâne, Jacmel, Jérémie y Los Cayos.

## Historia
La arquidiócesis fue erigida el 3 de octubre de 1861 con la bula Catholicae romanae del papa Pío IX separando territorio de la arquidiócesis de Santo Domingo.
El 25 de febrero de 1988 cedió una parte de su territorio para la erección de la diócesis de Jacmel mediante la bula Expeditioris evangelizationis del papa Juan Pablo II.
El 31 de enero de 1991 cedió otra porción de su territorio para la erección de la diócesis de Fuerte Libertad mediante la bula Quandoquidem ubique del papa Juan Pablo II. Al mismo tiempo algunos cambios territoriales hicieron coincidir el territorio arzobispal con el del departamento Oeste.
El 12 de enero de 2010, un violento terremoto azotó la arquidiócesis, causando miles de víctimas, incluido el arzobispo Joseph Serge Miot, y destruyendo la catedral.
A pesar de tener más de 150 años de existencia, en esta arquidiócesis solamente han servido 10 arzobispos en toda su historia, siendo su último obispo fallecido Joseph Serge Miot quien murió aplastado por el derrumbe de sus oficinas durante el Terremoto de Haití de 2010 cuando solo tenía 2 años de haber ocupado la titularidad del arzobispado. En su lugar fue nombrado Guire Poulard quien se convirtió en el décimo pastor de la arquidiócesis. 

## Estadísticas
De acuerdo al Anuario Pontificio 2020 la arquidiócesis tenía a fines de 2019 un total de 3 039 300 fieles bautizados.
| Año                                                                             | Población            | Población | Población      | Sacerdotes | Sacerdotes    | Sacerdotes    | Bautizados por sacerdote | Diáconos permanentes | Religiosos | Religiosos | Parroquias |
| Año                                                                             | Bautizados católicos | Total     | % de católicos | Total      | Clero secular | Clero regular | Bautizados por sacerdote | Diáconos permanentes | Varones    | Mujeres    | Parroquias |
| ------------------------------------------------------------------------------- | -------------------- | --------- | -------------- | ---------- | ------------- | ------------- | ------------------------ | -------------------- | ---------- | ---------- | ---------- |
| 1948                                                                            | 900 000              | 1 000     | 90.0           | 131        | 88            | 43            | 6870                     |                      | 117        | 259        | 39         |
| 1963                                                                            | 1 169 405            | 1 305 340 | 89.6           | 162        | 98            | 64            | 7218                     |                      | 136        | 292        | 49         |
| 1970                                                                            | 1 880 700            | 1 983 826 | 94.8           | 141        | 111           | 30            | 13 338                   |                      | 139        | 302        | 52         |
| 1976                                                                            | 1 500 000            | 1 600 000 | 93.8           | 139        | 97            | 42            | 10 791                   |                      | 160        | 341        | 54         |
| 1980                                                                            | 1 650 000            | 1 780 000 | 92.7           | 144        | 102           | 42            | 11 458                   |                      | 152        | 372        | 54         |
| 1990                                                                            | 1 911 000            | 2 420 000 | 79.0           | 154        | 97            | 57            | 12 409                   | 2                    | 247        | 411        | 51         |
| 1999                                                                            | 2 500 000            | 3 500 000 | 71.4           | 163        | 100           | 63            | 15 337                   | 4                    | 223        | 450        | 50         |
| 2000                                                                            | 2 500 000            | 3 500 000 | 71.4           | 226        | 91            | 135           | 11 061                   | 4                    | 412        | 450        | 54         |
| 2001                                                                            | 2 500 000            | 3 500 000 | 71.4           | 235        | 82            | 153           | 10 638                   | 4                    | 430        | 423        | 55         |
| 2002                                                                            | 2 500 000            | 3 500 000 | 71.4           | 239        | 84            | 155           | 10 460                   | 4                    | 432        | 460        | 57         |
| 2003                                                                            | 2 500 000            | 3 500 000 | 71.4           | 236        | 110           | 126           | 10 593                   | 3                    | 403        | 423        | 57         |
| 2004                                                                            | 2 500 000            | 3 500 000 | 71.4           | 277        | 120           | 157           | 9025                     | 4                    | 387        | 1200       | 62         |
| 2013                                                                            | 3 056 000            | 4 244 000 | 72.0           | 271        | 131           | 140           | 11 276                   | 1                    | 474        | 1377       | 89         |
| 2016                                                                            | 3 167 000            | 4 398 000 | 72.0           | 306        | 150           | 156           | 10 349                   | 1                    | 530        | 1377       | 117        |
| 2019                                                                            | 3 039 300            | 4 220 809 | 72.0           | 299        | 158           | 141           | 10 164                   |                      | 367        | 1385       | 120        |
| Fuente: Catholic-Hierarchy, que a su vez toma los datos del Anuario Pontificio. |                      |           |                |            |               |               |                          |                      |            |            |            |

## Episcopologio
- Martial-Guillaume-Marie Testard du Cosquer † (7 de septiembre de 1863-27 de julio de 1869 falleció)
- Alexis-Jean-Marie Guilloux (Guillons) † (27 de junio de 1870-24 de octubre de 1885 falleció)
- Constant-Mathurin Hillion † (10 de junio de 1886-21 de febrero de 1890 falleció)
  - Sede vacante (1890-1894)
- Giulio Tonti † (1 de octubre de 1894-21 de julio de 1902 nombrado nuncio apostólico en Brasil)[7]
- Julien-Jean-Guillaume Conan † (16 de septiembre de 1903-5 de diciembre de 1930 renunció[8])
- Joseph-Marie Le Gouaze † (5 de diciembre de 1930 por sucesión-24 de junio de 1955 renunció[9])
- François-Marie-Joseph Poirier † (3 de julio de 1955-18 de agosto de 1966 renunció[10])
- François-Wolff Ligondé † (20 de agosto de 1966-1 de marzo de 2008 retirado)
- Joseph Serge Miot † (1 de marzo de 2008-12 de enero de 2010 falleció)
- Guire Poulard † (12 de enero de 2011-7 de octubre de 2017 retirado)
- Max Leroy Mésidor, desde el 7 de octubre de 2017